# Горня Мочила (Раковиця)
45°02′ пн. ш. 15°33′ сх. д. / 45.03° пн. ш. 15.55° сх. д.
Горня Мочила (хорв. Gornja Močila) — населений пункт у Хорватії, у Карловацькій жупанії у складі громади Раковиця.

## Населення
Населення за даними перепису 2011 року становило 4 осіб.
Динаміка чисельності населення поселення: